# Хроматрон
«Хроматро́н» — ныне несуществующий российский завод. Крупнейший производитель цветных кинескопов в СССР.
Заложен в 1969 году в Москве. В соответствии с концепцией развития электронной промышленности, «Хроматрон» был включен в состав Объединения «МЭЛЗ», что позволило ввести его в эксплуатацию в течение двух лет.
Являлся передовым предприятием в стране. Уровень механизации и автоматизации всех производственных процессов приближался к 90%. Завод был оснащен автоматизированной системой управления производством. Всё технологическое оборудование было связано непрерывным грузонесущим конвейером. Передача деталей и узлов осуществлялось манипуляторами. Были механизированы большинство складских и транспортных операций. Контроль за технологическими процессами осуществляла электронно-вычислительная техника.

## Интересная информация
Демонстрируя Косыгину достижения электроники, А. И. Шокин посетовал, что в Москве нет ни одного предприятия, оснащенного современной электронной технологией, которое бы стало образцом достижений в области современных высоких технологий и было бы достойно показа на любом уровне. Косыгину видимо тоже надоело каждый раз предлагать гостям посетить ЗИЛ, и он согласился с тем, что надо такой завод в Москве создать.
Когда завод посетил генеральный секретарь компартии США Гэс Холл, то в книге почётных гостей он выразился в том духе, что только здесь ему удалось воочию увидеть социализм.
Почти два десятка лет, с момента основания, заводом руководил Ю. Д. Машин.
В 1976 году специально для рабочих завода на «Хроматроне» была организована персональная выставка произведений живописи заслуженного художника РСФСР Салавата Салаватова. 
Начальником производства на «Хроматроне» работал московский бард Сергей Стёркин. 
С 1982 по 1989  годы на «Хроматроне» работал Народный художник России Алексей Зеля. Холл проходной и оранжерею украшали его композиции из кварцевого стекла. 
С 1985 по 1990 годы на этом заводе работал слесарем известный российский режиссёр Ярослав Чеважевский.

## Завод в настоящее время
Завод как производственное предприятие ныне не существует. Бывшие здания завода перепрофилированы в ТЦ «Щёлково» и офисный центр «East Gate».